# Rue Benjamin-Franklin (Versailles)
Pour les articles homonymes, voir Rue Benjamin-Franklin.
La rue Benjamin-Franklin est une voie du quartier des Chantiers de Versailles, en France.

## Situation et accès
La rue Benjamin-Franklin est une voie publique située dans le quartier des Chantiers de Versailles. Elle débute au niveau de 50, avenue de Paris, et se termine au niveau de la place Poincaré, où débouchent également la rue des Chantiers, la rue des États-Généraux, la rue des Étangs-Gobert, le parvis Colonel-Arnaud-Beltrame et la rue de l'Abbé-Rousseaux.

## Origine du nom

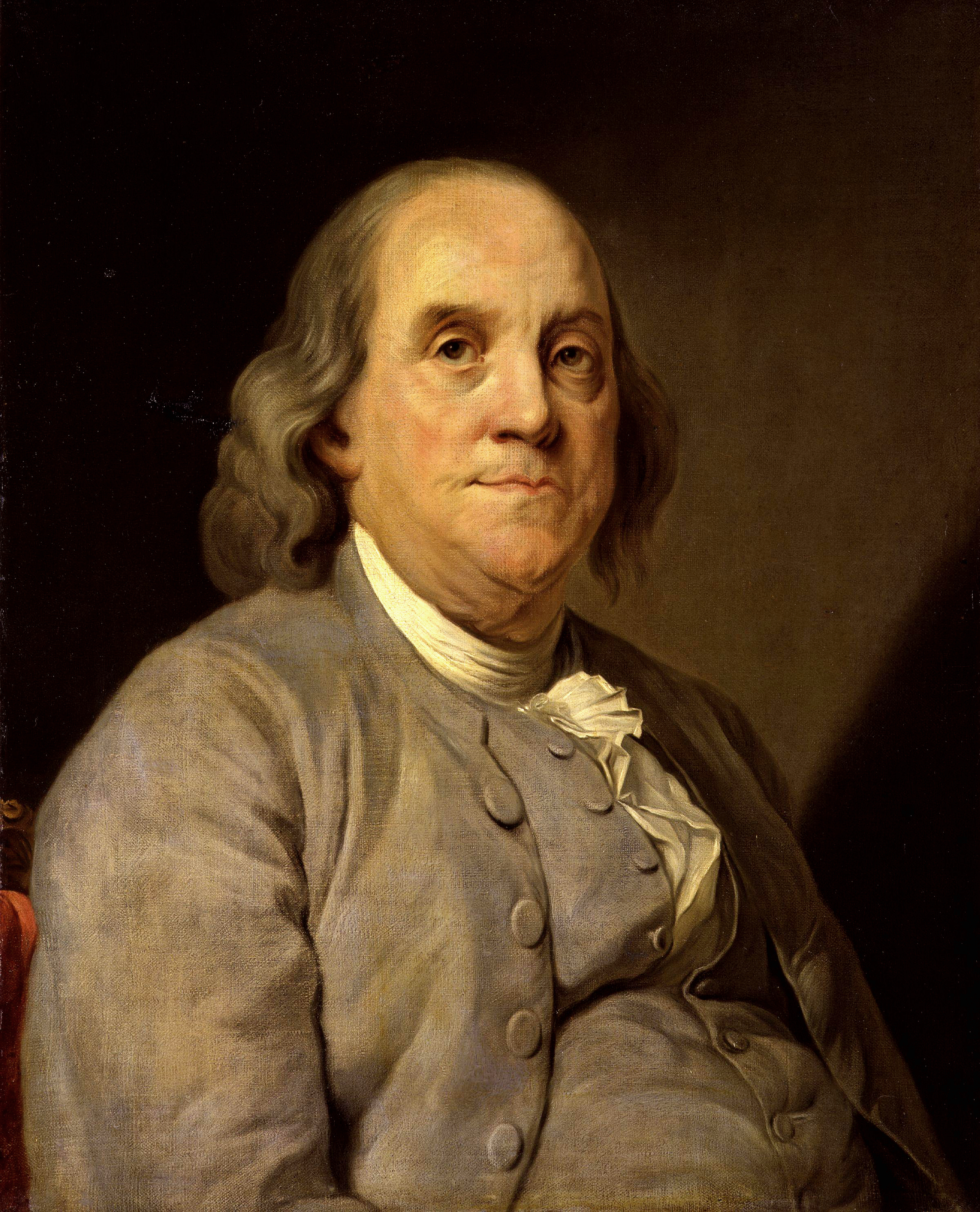
Benjamin Franklin vers 1785.

Elle est nommée en l'honneur de l'homme politique, diplomate et scientifique Benjamin Franklin (1706-1790), un des pères fondateurs des États-Unis, et ambassadeur des États-Unis auprès de Louis XVI.

## Historique
La rue s'appelait anciennement rue des Tuyaux, car y transitent les canalisations transportant l'eau entre les réservoirs des étangs Gobert à ceux de Montbauron. Elle n'était encore en 1840 qu'une longue allée en herbe fermée à chaque extrémité par une barrière. 
En 1891, elle a été renommée rue des Francine, du nom de la Famille Francine, famille de fontainiers français d'origine italienne auteur du système hydraulique des jardins du château de Versailles. 
Elle prit son nom actuel en 1937.

## Bâtiments remarquables et lieux de mémoire
Au n°12, la caserne Benjamin-Franklin, construite entre 1936 et 1946 (et sérieusement endommagée lors des bombardements du 24 juin 1944) accueille depuis 1946 le groupement de gendarmerie départementale des Yvelines.